# Armeria soleirolii
Armeria soleirolii är en triftväxtart som först beskrevs av Jean Étienne Duby, och fick sitt nu gällande namn av Dominique Alexandre Godron. Armeria soleirolii ingår i släktet triftar, och familjen triftväxter. Inga underarter finns listade i Catalogue of Life.

## Bildgalleri

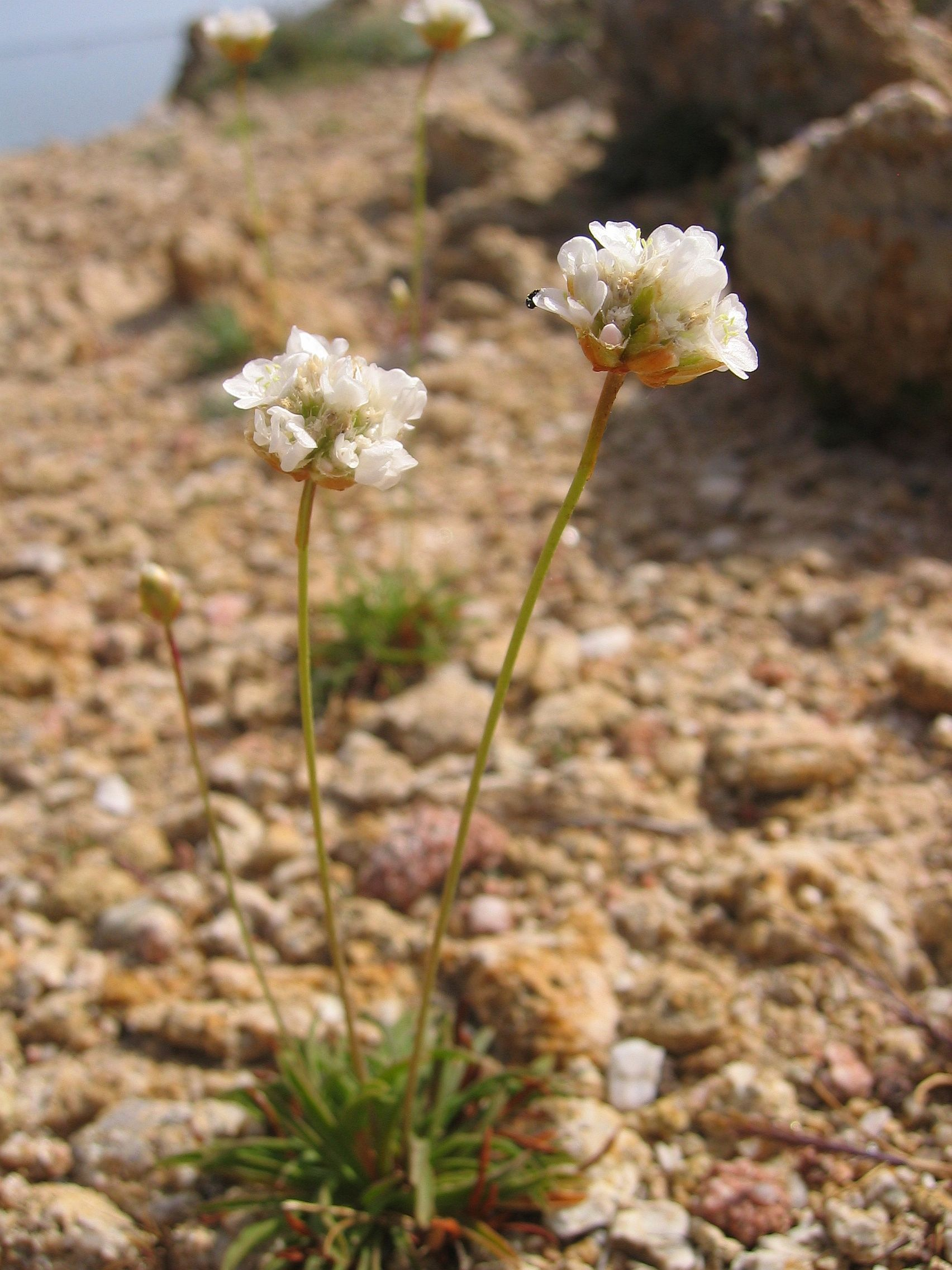
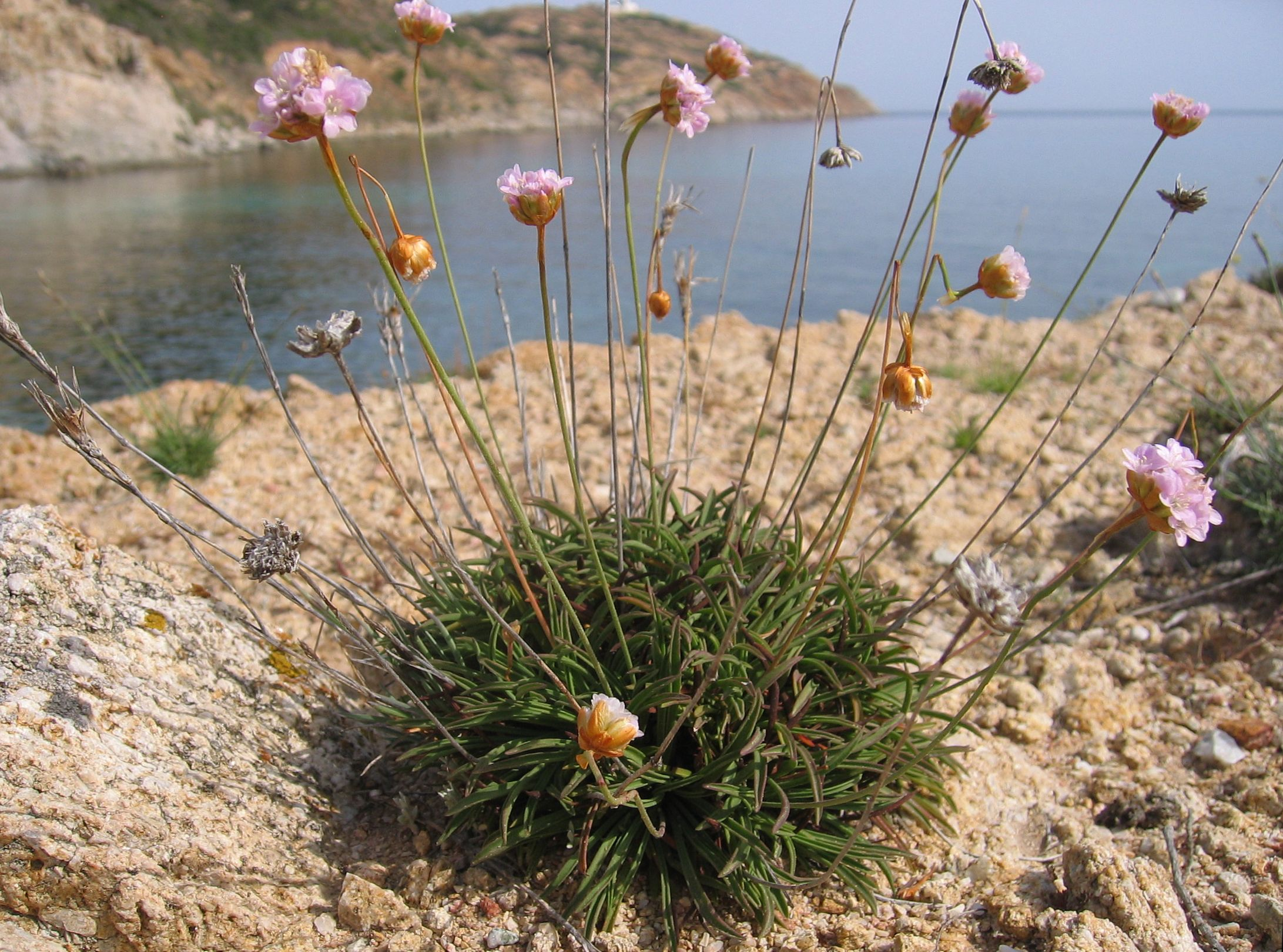